# 孟赛站
孟赛站是磨万铁路位于老挝乌多姆塞省孟赛市的一个铁路车站，亦是磨万铁路新建的20座客货运站之一，2021年12月投入营运使用。隶属昆明铁路局。车站现办理磨丁-万象“澜沧号”动集列车及快速列车的客运业务，2022年11月起开始办理货运业务。